# Pachypodium windsorii
Pachypodium windsorii es una especie de subarbusto perteneciente al género Pachypodium, dentro de la familia Apocynaceae. Es endémica del norte de Madagascar.

## Descripción

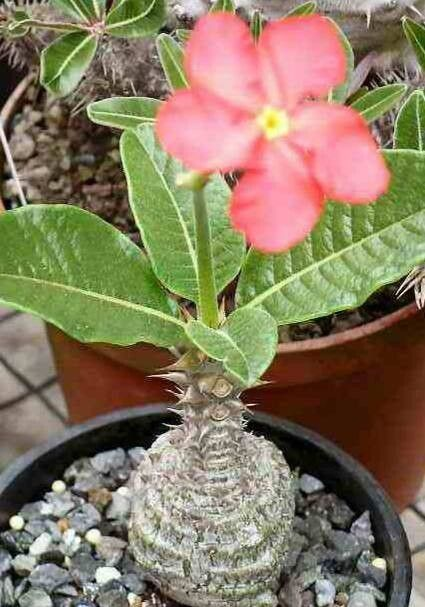
Tallo, hojas y flor

Pachypodium windsorii es un pequeño arbusto semisuculento caducifolio que durante mucho tiempo se consideró una variedad o subespecie del Pachypodium baronii,aunque es de menor tamaño.
Esta planta llega a medir de 0,50-1,50 m de altura, con un tronco hinchado de 35-60 cm de diámetro en forma de matraz que da lugar a varias ramas delgadas, retorcidas, ligeramente espinosas, cada una de las cuales lleva una corona rala de hojas simples. 

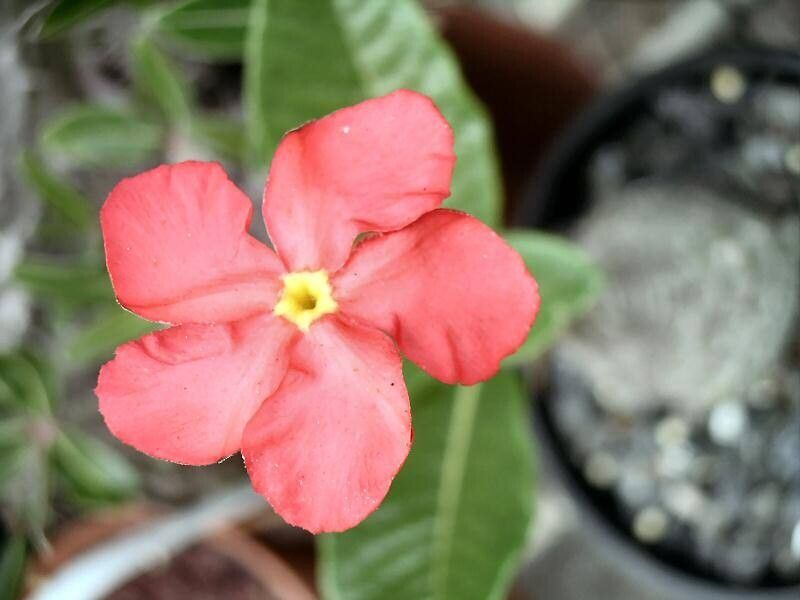
Detalle de la flor

Presenta vistosas flores rojas en forma de trompeta que se sostenían en pedúnculos mucho más cortos.

## Distribución y hábitat
El área de distribución nativa de esta especie es el norte de Madagascar y crece principalmente en el bioma tropical estacionalmente seco.

## Taxonomía
Pachypodium windsorii fue descrita por el botánico francés Henri Louis Poisson y publicado por primera vez en la revista ilustrada Bulletin Trimestriel de l'Académie Malgache, ns, 3: 237 en 1916.

Etimología
- Pachypodium: nombre genérico que proviene de la combinación de dos términos del griego antiguo: pachys (que significa 'grueso') y podium (que significa 'pie' o 'base'), haciendo referencia a la característica morfología de muchas especies del género, que suelen tener troncos o tallos robustos y suculentos.
- windsorii: epíteto específico otorgado en honor a una naturalista de apellido Windsor.

## Usos
Pachypodium windsorii se cultiva principalmente como planta ornamental.